# Кейти Макграт
Кейти Макграт (на английски: Katie McGrath, произношение: Кейти Макгра) е ирландска актриса.

## Биография
Кейти Макграт е родена на 3 януари през 1983 г. в Ашфорд, където завършва колежа „Тринити“ със специалност история. Започва работа в списание „Image“ като моден журналист.. След това работи и като гримьорка за MAC.
Висше образование в Тринити Колидж във Факултета по история в Дъблин.
В киното попада случайно. Работейки като асистент – гардеробиерка за сериала „Династията на Тюдорите“, е забелязана от продуцентите му и получава малка роля в него. През 2007 г., след като работи 8 месеца в списание Image, Кейти работи като асистент дизайнер по костюми в историческата серия „Тюдорите“, където ѝ е препоръчано сериозно да мисли за професията на актриса. По техен съвет изпраща снимки до филмови агенти в Ирландия и така получава първата си значима роля в Damage. През същата година актрисата дебютира на сцената, играе основна роля в пиесата на La Marea в Bedrock Productions на театралния фестивал в Дъблин. 2008 г. е повратна точка в кариерата на Кейти, тя се появи в един от епизодите на сезона 2 „Династия на Тюдорите“ (епизод 2 сезон 5) .
Между снимките през втория и третия сезон на артистите Кейти изигра важна роля в документалната драма „Queen“, поръчана от Канал 4 за живота на кралица Елизабет II. Във филма Макграт изобразява младата принцеса Маргарет в най-трудния период от живота си: след смъртта на баща си тя е разкъсвана между дълга си към страната и любовта си към разведения герой на войната Питър Таунсенд.
През 2008 става известна с ролята си на Моргана в сериала „Приключенията на Мерлин“. Участва и в няколко филми – „Eden“ и „Freakdog“. Участвала е също в сериалите „Дракула“, „Супергърл“, „Касапина“, „Джурасик свят“ и т.н.

## Филмография
| Година      | Заглавие                         | Роля                                                                           |
| ----------- | -------------------------------- | ------------------------------------------------------------------------------ |
| 2007        | Damage, сериал                   | Рейчъл                                                                         |
| 2008        | Династията на Тюдорите, сериал   | Бес                                                                            |
| 2008        | Eden, филм                       | Приятелката на Деси                                                            |
| 2008        | Freakdog, филм                   | Хариет                                                                         |
| 2008        | Приключенията на Мерлин, Сезон 1 | принцеса Моргана, главна роля                                                  |
| 2008        | The Roaring Twenties, минисериал | Виксън (букв. скандалжийката)                                                  |
| 2009        | Приключенията на Мерлин, Сезон 2 | принцеса Моргана, главна роля                                                  |
| 2009        | The Queen, документален          | младата принцеса Маргарита                                                     |
| 2010        | Приключенията на Мерлин, Сезон 3 | Моргана                                                                        |
| 2011        | Приключенията на Мерлин, сезон 4 | Могана, главна роля                                                            |
| 2012        | Приключенията на Мерлин, сезон 5 | Моргана, главна роля                                                           |
| 2012        | Лабиринтът                       | Ориана Конгюст                                                                 |
| 2013 – 2014 | Дракула, сериал, 10 епизода      | Луси Вестерна, главна поддържаща роля, (10 епизода)                            |
| 2014        | Leading Lady, филм – комедия     | главна роля                                                                    |
| 2015        | Джурасик свят                    | Зара Йонг, поддържаща роля                                                     |
| 2016 – 2021 | Супергърл, сериал                | Лена Лутор, поддържаща роля в сезон 2, главна роля в сезони 3 – 6 (96 епизода) |
| 2016        | Касапина, сериал                 | Сара Бенет, главна роля, (8 епизода)                                           |
| 2016 – 2017 | Граница, сериал                  | Елизабет Карузерс                                                              |
| 2017        | Мечът на крал Артур, филм        | Елза, съпругата на Вортигерн, поддържаща роля                                  |

Поредната коледна история, която събира на едно място героите от много приказки с принцове и принцеси. Млада красавица пътува със своите племенници към отдалечен замък, където ще прекарат Коледата по покана на далечен роднина, когото никога не са виждали. Мястото е подходящо красавицата да се впусне в търсене на своя принц. Историята е заснета в приказния замък Пелеш в полите на румънските Карпати, близо до град Синая.